# Desdemona (maan)
Desdemona is een natuurlijke maan van Uranus. De maan is in 1986 ontdekt door Voyager 2. Desdemona is genoemd naar de echtgenote van Othello uit Shakespeares stuk Othello.
Miranda · Ariel · Umbriel · Titania · Oberon

Cordelia · Ophelia · Bianca · Cressida · Desdemona · Juliet · Portia · Rosalind · Cupid · Belinda · Perdita · Puck · Mab · Francisco · Caliban · Sycorax · Margaret · Prospero · Setebos · Stephano · Trinculo · Ferdinand